# آرمن کوچاریان
آرمن مسیحی کوچاریان (ارمنی: Արմեն Մասիհի Քոչարյան (زاده ۱۹۴۸) پزشک و متخصص قلب و عروق ارمنی‌تبار اهل ایران و نخستین فوق‌تخصص قلب کودکان در ایران می‌باشد.

## زندگی و فعالیت‌ها
آرمن کوچاریان در ۱۹۴۸ میلادی (۱۳۲۷ خورشیدی) در منطقهٔ قلهک تهران، متولد شد. تحصیلات ابتدایی و متوسطه را در مدرسهٔ کوشش به پایان رساند. تحصیلات دانشگاهی خود را در سال ۱۹۶۹ (۱۳۴۸) در رشتهٔ پزشکی دانشگاه جندی‌شاپور آغاز کرد و در سال ۱۹۷۶ (۱۳۵۵) فارغ‌التحصیل شد. وی در سال ۱۹۸۱ (۱۳۶۰) موفق به اخذ درجهٔ تخصصی در رشتهٔ کودکان و هم‌چنین در سال ۱۹۸۴ (۱۳۶۳) درجهٔ فوق‌تخصص خود را در رشتهٔ قلب کودکان از دانشگاه علوم پزشکی ایران گردید. ایشان به عنوان عضو هیئت علمی و استاد تمام گروه کودکان در بخش قلب کودکان بیمارستان مرکز طبی کودکان مشغول به کار می‌باشد.
دکتر کوچاریان ابداع کننده گوشی دوپاویونه آموزشی و نیز روشی جدید برای بیوپسی سوزنی کلیه با استفاده از اکوکاردیوگرافی است و روش‌های تخصصی سونوگرافی مغز و مونیتورینگ قلب را راه اندازی نموده است.

## سمت‌های اجرایی (گذشته تاکنون)
- ریاست بخش قلب کودکان
- عضو هیئت ممتحنه و ارزشیابی رشتهٔ قلب کودکان
- عضو شورای پژوهش دانشکدهٔ پزشکی دانشگاه تهران
- عضو شورای مجله فارسی دانشکده پزشکی
- کارشناس کمیسیون‌های مشورتی تخصصی دادگاه‌های بدوی و مالی
- عضو کمیسیون ارزشیابی رشته تخصصی قلب کودکان
- عضو کمیتهٔ دارویی
- عضو کمیتهٔ امتحانات دستیاران
- عضو کمیتهٔ ارتقا
- عضو علمی مجلهٔ علمی بیماری‌های قلب و عروق[۳]

## افتخارت و جوایز
- در سال ۲۰۰۵ (۱۳۸۴) همزمان با روز پزشک از کوچاریان تقدیر شد.[۵][۶]
- در سال ۲۰۰۷ (۱۳۸۶) به عنوان پزشک نمونهٔ سال از سوی سازمان نظام پزشکی جمهوری اسلامی ایران انتخاب شد.[۳][۷]
- در سال ۲۰۱۲ (۱۳۹۱) نشان عالی افتخار در سومین هم‌اندیشی بنیاد آکادمیک جهانی پروفسور دکتر علیرضا یلدا را دریافت کرد.[۸][۹]
- در سال ۲۰۱۴ (۱۳۹۳) در همایش برنامه قدردانی از پیشکسوتان از آرمن کوچاریان تجلیل شد.[۱۰]

## نگارش و ترجمه
- پروتکل‌های تشخیص و درمانی مرکز طبی کودکان، بخش میوکاردیت (تهران: انتشارات علمی گروه کودکان مرکز طبی کودکان)
- اورژانس‌های بیماری‌های کودکان، بخش اورژانس‌های قلب کودکان
- بیماری‌های کودکان، بخش‌های بیماری‌های مادرزادی قلب و بیماری‌های سیانوز دهنده (تهران: دانشگاه علوم پزشکی شهید بهشتی)
- بیماری‌های جنین، بخش اکوکاردیوگرافی قلب جنین
- بیماری‌های کودکان نلسون، بخش قلب و عروق کودکان (تألیف و ترجمه)
- بیماری‌های مادرزادی قلب (ترجمه)، با همکاری گروهی از متخصصان قلب بزرگ سالان[۲]

## مقالات مهم
- Active Ellipse Model and Automatic Chamber Detection in Apical Views of Echocardiography Images[۱۱]
- A novel method for pediatric heart sound segmentation without using the ECG[۱۲]
- Evaluation of the relationship of echocardiographic left vantricular mass to amounts of transfusions of packed cell and Deferoxamine in Thalassemia major[۱۳]
- MUMPS MYOCARDITIS AS A CAUSE OF NEONATAL CARDIOGENIC SHOCK[۱۴]
- PROLONGED DISPERSION OF QT AND QTC IN THALASSEMIA MAJOR PATIENTS[۱۵]
- A Newborn Infant with a Pulsatile Substernal Structure in a Midline Defect; Cantrell's Syndrome[۱۶]